# سانتا جوستا
سانتا جوستا، (بالإنجليزية: Santa Giusta)‏، (سردينيا: Santa Justa)، هي بلدية في مقاطعة أوريستانو في منطقة سردينيا الإيطالية، وتقع على بعد حوالي 90 كم (56 ميلاً) شمال غرب كالياري، وحوالي 3 كم (2 ميل) جنوب شرق أوريستانو، في منطقة كامبيدانو. 

## السكان
في سنة 1861 بلغ عدد السكان 1٬068 نسمة، وتطور العدد ليصل في سنة 2011 لـ 4٬811 نسمة.
يظهر هذا المخطط البياني تطور النمو السكاني لـ سانتا جوستا

## أعلام
- سالفاتوري غاراو